# Stadion Miejski w Bijeljinie
Stadion Miejski w Bijeljinie (boś. Gradski stadion) – stadion sportowy w Bijeljinie, w Bośni i Hercegowinie. Może pomieścić 6000 widzów. Swoje spotkania rozgrywa na nim drużyna FK Radnik Bijeljina.